# Marius Haon
Pas d'image ? Cliquez ici

a Compétitions nationales et continentales officielles uniquement.

Marius Haon, né le 19 février 1911 à Narbonne et mort le 27 septembre 1989 à Toulouse, est un joueur de rugby à XV et de rugby à XIII évoluant au poste de Deuxième ligne dans les années 1930.
Sa carrière sportive est composée de deux phases. La première se déroule au club de rugby à XV du RC Narbonne. Il change de code de rugby pour du rugby à XIII en 1935 et joue à Bordeaux XIII atteignant la finale du Championnat de France en 1936.

## Palmarès

### Rugby à XIII
- Collectif :
  - Finaliste du Championnat de France : 1936 (Bordeaux).

#### Statistiques
| Saison    | Saison   | Championnat           | Championnat | Championnat | Championnat | Championnat | Championnat | Championnat | Coupe           | Coupe      | Coupe | Coupe | Coupe | Coupe | Coupe |
| Saison    | Saison   | Comp.                 | Class.      | M           | Pts         | Ess.        | Buts        | Dp.         | Comp.           | Class.     | M     | Pts   | Ess.  | Buts  | Dp.   |
| --------- | -------- | --------------------- | ----------- | ----------- | ----------- | ----------- | ----------- | ----------- | --------------- | ---------- | ----- | ----- | ----- | ----- | ----- |
| 1935-1936 | Bordeaux | Championnat de France | Finaliste   | ?           | -           | -           | -           | -           | Coupe de France | 1/2 finale | ?     | -     | -     | -     | -     |